# Just Want You to Know
"Just Want You to Know" là đĩa đơn từ album phòng thu thứ năm của Backstreet Boys, Never Gone (2005). Đĩa đơn leo lên top 10 tại Anh, Tây Ban Nha.

## Danh sách bài hát

### UK CD1
1. "Just Want You to Know" (Album Version)
2. "Larger Than Life" (Live Version)

### UK CD2
1. "Just Want You to Know" (Album Version) - 3:51
2. "I Want It That Way" (Live Version) -  4:18
3. "Show Me the Meaning" (Live Version) -  4:44

### Japan
1. "Just Want You to Know" (Album Version)
2. "Just Want You to Know" (Instrumental)
3. "I Want It That Way" (Live Version)

## Bảng xếp hạng
| Bảng xếp hạng (2005)                         | Vị trí cao nhất |
| -------------------------------------------- | --------------- |
| Australia ARIA Singles Chart                 | 22              |
| Austrian Singles Chart                       | 22              |
| Dutch Singles Chart                          | 27              |
| European Hot 100 Singles                     | 19              |
| German Singles Chart                         | 20              |
| Irish Singles Chart                          | 15              |
| Italian Singles Chart                        | 18              |
| Spanish Singles Chart                        | 7               |
| Swedish Singles Chart                        | 28              |
| Swiss Singles Chart                          | 29              |
| UK Singles Chart                             | 8               |
| U.S. Billboard Hot 100                       | 70              |
| U.S. Billboard Hot Adult Contemporary Tracks | 35              |
| U.S. Billboard Top 40 Mainstream             | 21              |